# Land Ho!
Pour plus de détails, voir Fiche technique et Distribution.
Land Ho! est un film américain réalisé par Aaron Katz et Martha Stephens, sorti en 2014.

## Synopsis
Deux ex-beaux frères décident de faire un voyage ensemble en Islande.

## Fiche technique
Source IMDb
- Titre : Land Ho!
- Réalisation : Aaron Katz et Martha Stephens
- Scénario : Aaron Katz et Martha Stephens
- Musique : Keegan DeWitt
- Photographie : Andrew Reed
- Montage : Aaron Katz
- Production : Christina Jennings, Mynette Louie et Sara Murphy
- Société de production : Chicago Media Project, Gamechanger Films, Max Cap Productions, Syncopated Films, Unbound Feet Productions et Vintage Pictures
- Société de distribution : Sony Pictures Classics (États-Unis)
- Pays :  États-Unis et  Islande
- Genre : Aventure et comédie
- Durée : 95 minutes
- Dates de sortie : 
  - États-Unis : 11 juillet 2014

## Distribution
Source IMDb
- Earl Lynn Nelson : Mitch
- Paul Eenhoorn : Colin
- Karrie Crouse : Ellen
- Elizabeth McKee : Janet
- Alice Olivia Clarke : Nadine
- Daníel Gylfason : le loueur de voitures

## Accueil
Le film a reçu un accueil mitigé de la critique. Il obtient un score moyen de 50 % sur Metacritic.